# 卡拉斯泰萊克鄉

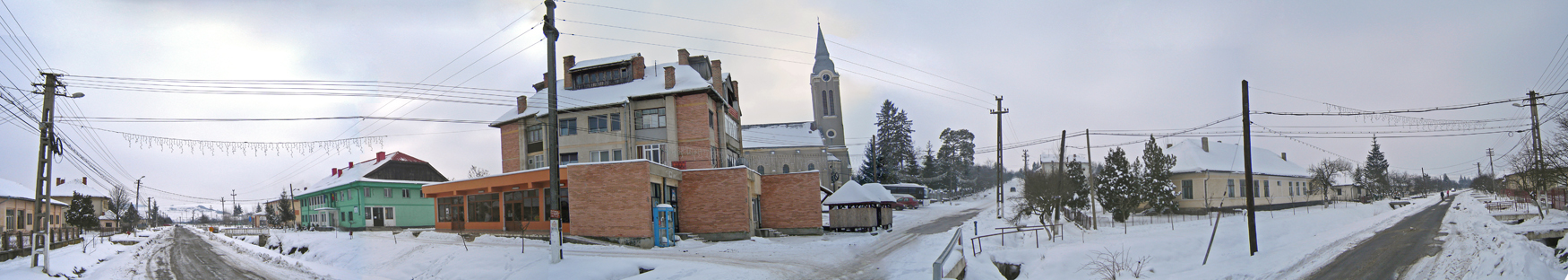

47°18′N 22°42′E / 47.300°N 22.700°E
卡拉斯泰萊克鄉（羅馬尼亞語：Comuna Carastelec, Sălaj），是羅馬尼亞的鄉份，位於該國西北部，由瑟拉日縣負責管轄，面積39平方公里，海拔高度228米，2007年人口1,061，人口密度每平方公里27人。